# V-3炮
V-3炮是德国在希特勒领导下制造的一门大炮，它被建设在山坡上，总重1433吨，必须由500个人共同合作才可以正常使用。是德國在二戰戰敗之前的復仇武器系列之一，相對於分別使用脈衝噴射發動機和火箭引擎推進的V-1导弹和V2火箭，V-3炮是使用火藥推進的長距離投射兵器。

## 歷史
在法國米摩耶克斯堡（Mimoyecques）建造及測試，在1944年於一次盟軍的英國617連隊轟炸中連同米摩耶克斯堡被摧毁。被破壞之前，只有發射過測試炮彈而沒有實際投入作戰。就如同V-1和V-2在二戰末期一樣，在盟軍的大型轟炸機攻勢之下，並不能發揮其功效。

## 解說
V-3炮是一枝五段加速的大炮，原理是利用多段炮管中引爆火藥來達到多次加速來使火藥能有更高的效率，炮彈有更高的初速。設計全長為120公尺的大炮，是超越800公厘口徑的“史威尔·古斯塔夫炮”列車炮的史上最大火炮（注意這裏並非指口徑最大而是指炮身整體最大）。由五枝連結起來的榴彈炮組成，設計初期會在炮彈經過時引爆內藏火藥達到加速效果。後來因為火箭引擎更為有效益，所以改以使用每節一對的火箭引擎作為爆發能源而非一般大炮式的引爆火藥。這些火箭引擎被固定在炮管裏面，和炮身大約成30度。炮管長度使得此大炮難以通过改變角度來瞄準其他方向，但是因為此大炮本來設計目的就是長距離炮擊英国倫敦，所以亦不需要改變射擊角度。

## 性能
設計上，V-3炮口徑150mm，能夠每小時發射300發炮彈，炮彈初速每秒1100公尺，射擊距離為90公里。

## 相關連結
- 質量投射器
- 奇迹武器
- 奧古斯都·康德斯